# Sant'Apollinare ad Palmata
Sant'Apollinare ad Palmata era uma das quatro igrejas que ficavam à volta da Antiga Basílica de São Pedro, na Cidade do Vaticano. Era dedicada a Santo Apolinário de Ravena. 
As outras eram Santa Maria della Febbre, Santa Maria in Turri e San Vincenzo Hierusalem. Todas foram demolidas para permitir a construção da nova basílica no início do século XVII, com exceção de Santa Maria della Febbre, que foi transformada em sacristia.

## História
Esta igreja, cuja origem remonta ao pontificado do papa Honório I (r. 625-638), era conhecida também como in Palmaria e in Palma aurea. Segundo Mariano Armellini, ela ficava num local conhecido como Porticus S. Petri, como era conhecido o átrio porticado da Antiga Basílica, e seu epíteto não é uma referência às palmeiras do antigo circo e nem às que ombreavam o Jardim do Vaticano, que já era conhecido como Paradisus San Petri, mas à rica decoração da própria igreja.
Segundo ele, as árvores teriam plantadas provavelmente por monges abissínios que deram o nome de Egitto a uma região do Vaticano (o espaço hoje abaixo dela atrás da tribuna de frente para a Piazza di San Pietro. A igreja é mencionada como estando "iuxta scalas Basilicae" (e não retro basilicam), uma posição hoje identificada como sendo à esquerda da escadaria que levava até o átrio. 
No interior da moderna Basílica de São Pedro, na Galleria di Clemente VIII, estão fragmentos e lápides com inscrições e relevos relativos ao período da construção da antiga basílica e também sete fragmentos pertencentes ao portal da antiga igreja de Sant'Appolinare. Uma delas tem os seguintes dizeres: "XPI FIDEI DOCTO SATIS APOLENA(RI SVME RA) VENN(ATVM PETRVS INQVIT P) ON(TIFICATVM)" - "Para Apolinário, já bem informado na fé de Cristo, Pedro disse: tome o episcopado de Ravena".